# Château de la Motte-Babin
Le château de la Motte-Babin est un château français situé à Louverné, dans le département de la Mayenne et la région des Pays de la Loire.

## Situation
Il est situé à 2 kilomètres au Sud-Ouest du bourg.

## Histoire
Le logis moderne est flanqué de deux tours. L'Abbé Angot indique qu"à la fin du XIXe siècle, il est précédé d'une longue avenue de tilleuls, d'une grande douve murée ; une belle charmille conduit à la chapelle de style roman construite par M. Boret père. L'entrée de l'allée de tilleuls est entre deux carrières de marbre, dont l'une dépend de la ferme. 
La Motte-Babin faisait autrefois partie du domaine de la Troussière. Renée d'Anthenaise la chargea de quatre services. Une rente de 8 boisseaux de froment rouge était due aussi au Cimetière-Dieu. Le propriétaire, vers la fin du XIXe siècle, Jean-Baptiste Le Segretain, a donné asile aux scholastiques Jésuites de la Maison de Saint-Michel de Laval, en 1880.

### Sources et bibliographie
- « Château de la Motte-Babin », dans Alphonse-Victor Angot et Ferdinand Gaugain, Dictionnaire historique, topographique et biographique de la Mayenne, Laval, A. Goupil, 1900-1910 [détail des éditions] (BNF 34106789, présentation en ligne)